# UFC 298
UFC 298: Volkanovski vs. Topuria è stato un evento di arti marziali miste tenuto dalla Ultimate Fighting Championship il 17 febbraio 2024 all'Honda Center di Anaheim, negli Stati Uniti.

## Risultati
|                                        | Divisione             |                        |                 |                           | Metodo                                      | Round           | Tempo           | Premio          |
| Card Principale                        | Card Principale       | Card Principale        | Card Principale | Card Principale           | Card Principale                             | Card Principale | Card Principale | Card Principale |
| -------------------------------------- | --------------------- | ---------------------- | --------------- | ------------------------- | ------------------------------------------- | --------------- | --------------- | --------------- |
| Sfida valida per il titolo di campione | Pesi piuma            | Ilia Topuria           | batte           | Alexander Volkanovski (c) | KO (pugno)                                  | 2               | 3:32            | POTN            |
|                                        | Pesi medi             | Robert Whittaker       | batte           | Paulo Costa               | Decisione unanime (29–28, 29–28, 30–27)     | 3               | 5:00            |                 |
|                                        | Pesi welter           | Ian Garry              | batte           | Geoff Neal                | Decisione non unanime (30–27, 28–29, 30–27) | 3               | 5:00            |                 |
|                                        | Pesi gallo            | Merab Dvalishvili      | batte           | Henry Cejudo              | Decisione unanime (29–28, 29–28, 29–28)     | 3               | 5:00            |                 |
|                                        | Pesi medi             | Anthony Hernandez      | batte           | Roman Kopylov             | Sottomissione (rear-naked choke)            | 2               | 3:23            | POTN            |
| Card Preliminare                       |                       |                        |                 |                           |                                             |                 |                 |                 |
|                                        | Pesi paglia femminili | Amanda Lemos           | batte           | Mackenzie Dern            | Decisione unanime (29–28, 29–28, 29–28)     | 3               | 5:00            | FOTN            |
|                                        | Pesi massimi          | Marcos Rogério de Lima | batte           | Junior Tafa               | KO tecnico (calcio alla gamba e pugni)      | 2               | 1:14            |                 |
|                                        | Pesi gallo            | Rinya Nakamura         | batte           | Carlos Vera               | Decisione unanime (30–27, 30–27, 30–27)     | 3               | 5:00            |                 |
|                                        | Pesi mediomassimi     | Zhang Mingyang         | batte           | Brendson Ribeiro          | KO (pugni)                                  | 1               | 1:41            | POTN            |
|                                        | Pesi welter           | Danny Barlow           | batte           | Josh Quinlan              | KO tecnico (pugni)                          | 3               | 1:18            |                 |
|                                        | Pesi welter           | Oban Elliott           | batte           | Val Woodburn              | Decisione unanime (30–27, 30–27, 29–28)     | 3               | 5:00            |                 |
|                                        | Pesi mosca femminili  | Miranda Maverick       | batte           | Andrea Lee                | Decisione unanime (30–27, 30–27, 29–28)     | 3               | 5:00            |                 |

## Premi
I lottatori premiati ricevettero un bonus di 50.000 dollari.
Legenda:
- FOTN: Fight of the Night (vengono premiati entrambi gli atleti per il miglior incontro dell'evento)
- POTN: Performance of the Night (viene premiato il vincitore per la migliore performance dell'evento)